# Tommy Bolin
Thomas Richard "Tommy" Bolin (1951, Sioux City, Iowa, EUA- 1976, Miami, Florida, EUA) fou un guitarrista de rock dels anys setanta, membre de The James Gang i de Deep Purple. Els dos LPs que arribà a editar com a artista en solitari, abans de la seva mort per una sobredosi d'heroïna, tingueren una gran rebuda per part dels crítics i un gran nombre d'artistes cèlebres han admès influències de Bolin en llur música.

## Carrera
Tommy Bolin començà a tocar la guitarra als tretze anys, després de provar-ho amb la bateria i el piano. Abans de crear la seva primera banda, American Standard, fou expulsat, als setze anys, del seu centre d'estudis en no voler tallar-se el cabell. Més tard, a finals dels anys seixanta, Bolin entrà en el grup de rock-blues Zephyr, conduït pel baixista David Givens i per la seva dona i cantant Candice Givens, amb el qual realitzà dos àlbums, Zephyr, el 1969 i Goin' Back to Colorado, el 1971. Després d'aquest segon disc, Bolin deixà el grup i, interessat en la fusió del jazz i del rock, formà Energy, amb qui no gravà per falta d'un contracte, però que contribuí a fer que el seu nom fos més conegut i a que toqués en el debut del famós bateria de jazz Billy Cobham Spectrum, l'any 1973, que el catapultà en la seva carrera.
El mateix any, s'uní al grup de rock dur The James Gang (probablement, recomanat pel guitarrista dels Eagles Joe Walsh, que formà part del grup anteriorment). Realitzaren dos àlbums en els quals Bolin prengué part en la composició: Bang (1973) i Miami (1974). Bolin deixà el grup per diferències musicals i s'uní al bateria Alphonse Mouzon, del grup de jazz Weather Report, pel disc Mind Transplant.
El 1975, quan Bolin preparava el seu primer treball en solitari, després d'haver aconseguit un contracte amb Nempreror Records, rebé una trucada del cèlebre grup de rock dur Deep Purple, per a substituir el guitarrista Ritchie Blackmore. Tommy Bolin va acceptar la invitació tot i reconèixer més tard que al rebre la trucada no coneixia Deep Purple (que en aquells moments tenia una fama internacional incontestable). L'estada de Tommy Bolin amb Deep Purple fou curta, ja que el grup se separà un any més tard, però arribaren a publicar el disc Come Taste The Band. Més tard, un gran nombre d'àlbums en directe de Deep Purple amb Tommy Bolin (provinents de la gira mundial que presentava el disc) es publicarien, com King Biscuit Flower Hour o This Time Around. També el 1975, el disc que Bolin preparava quan fou contactat per Deep Purple, Teaser, fou publicat. Alguns temes d'aquest treball foren interpretats en la gira mundial amb Deep Purple.
A partir d'aquí, la greu addicció de Bolin a certes drogues era en boca de tothom, i la qualitat dels seus concerts, amb Deep Purple i també en solitari, se'n ressentí. Fins i tot, fou expulsat de la discogràfica Nemperor Records després de perdre el coneixement en ple concert.
El 1976, s'edità el seu segon i últim treball en solitari, Private Eyes.

## Mort
El 4 de desembre de 1976 i després d'haver obert un concert de Jeff Beck, Tommy Bolin morí després d'una nit de festa on va barrejar diferents substàncies, quan tenia només 25 anys. Així moria el que hagués estat, segons els crítics, un dels millors guitarristes del gènere. El baixista Glenn Hughes, company de Bolin a Deep Purple i el seu germà i bateria Johnny Bolin (membre de Black Oak Arkansas) li rendiren un gran homenatge en forma de concerts l'any 1999.

## Discografia amb altres grups
Zephyr:
- Zephyr (1969)
- Going Back to Colorado (1971)
- Live at Art's Bar and Grill (1996)

Energy:
- The Energy Radio Broadcasts 1972 (1998)
- Energy (1972) (1999)
- Tommy Bolin & Energy, Live in Boulder / Sioux City 1972 (2003)

James Gang:
- Bang (1973)
- Miami (1974)

Billy Cobham:
- Spectrum (1973)
- Rudiments: The Billy Cobham Anthology (2004)
- Love Child. The Spectrum Sessions (2002)

Alphonse Mouzon:
- Mind Transplant (1975)
- Tommy Bolin & Alphonse Mouzon Fusion Jam (Rehearsals 1974) (1999)

Moxy
- Moxy (1975)

Deep Purple:
- Come Taste the Band (1975)
- Last Concert in Japan (1977/1978)
- King Biscuit Flower Hour Presents: Deep Purple in Concert (1995)
- On the Wings of a Russian Foxbat - Live in California '76 (1995)
- Days May Come and Days May Go (The California Rehearsals Volume 1) (2000)
- 1420 Beachwood Drive (The California Rehearsals Volume 2) (2000)
- Deep Purple: Extended Versions (2000)
- This Time Around: Live in Tokyo (2001)

## Discografia en solitari
Discos d'estudi:
- Teaser (1975)
- Private Eyes (1976)
- From the Archives, Vol. 1 (1996)
- The Bottom Shelf (1997)
- From the Archives, Vol. 2 (1998)
- Energy (1999)
- Snapshot (1999)
- Naked (2000)
- Naked II (2002)
- After Hours: The Glen Holly Jams - Volume 1 (2004)
- Whips and Roses (2006)
- Whips and Roses II (2006)

Discos en directe:
- Live at Ebbets Field 1974 (1997)
- Live at Ebbets Field 1976 (1997)
- Live at Northern Lights Recording Studio (1997)
- The Energy Radio Broadcasts (1998)
- First Time Live (2000)
- Live 9/19/76 (2001)
- Live in Miami at Jai Alai: The Final Show (2002)
- Alive on Long Island (2003)
- Tommy Bolin and Energy Live (2003)
- Albany 9/20/76 (2004)
- Live at the Jet Bar (2004)

Recopilacions:
- The Ultimate: The Best of Tommy Bolin (1989)
- Come Taste the Man (1999)